# Râul Urzicaru
Râul Urzicaru este un curs de apă, afluent al râului Valea Copilului. 